# Barut
Barut je pirotehnička smjesa sljedećeg sastava: 
- kalijev nitrat 75%
- drveni ugljen 15%
- sumpor 10%

Ovaj sastav i omjer je korišten od početka u Kini, gdje je i izmišljen. Smatra se prvim eksplozivom i prvom pirotehničkom mješavinom.
Kroz povijest su se mijenjali sastojci baruta i način izrade. U svojim počecima, barut se radio u velikim količinama, jer je bio jedni do tada poznati eksploziv i često se koristio. Pošto je pravljenje i izrada baruta dosta opasan i rizičan posao, da se smanji mogućnost od zapaljenja miješan je s etanolom.
Izmislili su ga kineski alkemičari u 9. stoljeću, iako se pretpostavlja da je već znan od prije, od 160. – 122. pr. Kr. Po tradiciji ugljen je rađen od drveta breze, ali se može koristiti i lijeska, bazga ili bor (češeri). U osnovi, barut je mješavina kalijevog nitrata, sumpora i ugljena, ali se umjesto njega u mnogim pirotehničkim smjesama koristi i šećer. Kalijev nitrat služi kao oksidans, a sumpor osigurava stabilnu reakciju. Ugljik i kisik stvaraju reakcijom ugljični dioksid i energiju. NO3, S i C (nitrat (u ovom kontekstu kalijev nitrat-KNO3), sumpor i ugljik (ugljen iz drva, s visokim udjelom ugljika u sebi)) zajedno reagiraju stvarajući dušični i ugljični dioksid, te kalijev sulfid. Reakcija izgaranja ne može se prikazati točnom kemijskom jednadžbom.
Ima široke primjene u pirotehnici. Od svih vrsta eksploziva barut reagira najsporije. Vrlo je osjetljiv na mehaničke impulse. Osjetljivost mu je na udar i trenje u razini osjetljivosti jakih sekundarnih eksploziva, heksogena i oktogena. Posebice ga karakterizira velika osjetljivost na plamen i iskru. Zbog takvih svojstava rad s crnim barutom zahtijeva primjenu strogih mjera pirotehničke sigurnosti, posebno usmjerenih na sprječavanje stvaranja uvjeta koji bi mogli izazvati nastanak iskre (trenje, statički elektricitet i sl.). Zbog izvanredno velike osjetljivosti na iskru i plamen, velike brzine pripaljivanja i sagorijevanja kod nižih tlakova, crni je barut našao veliku primjenu u streljivu. Unatoč nekim nedostacima (u prvom redu velikoj higroskopnosti), crni barut je i danas nezamjenljiv u izradi sporogorećeg štapina, pripala za barutna punjenja i različite pirotehničke smjese, zatim za izradu vježbovnih sredstava, i sl. Donedavno se crni barut primjenjivao i za izradu usporivača, npr. usporivača za upaljač ručne bombe.
Temperatura izgaranja je oko 2400 °C, a brzina izgaranja je oko 340 m/s uz oslobađanje energije od 720 kcal/kg.